# 한컴 오피스
한컴 오피스(Hancom Office)는 한글과컴퓨터의 오피스 제품군 소프트웨어로, '한/글 오피스 1.0'이 첫 작품이다. 2023년 출시한 '한컴 오피스 2024'가 최신 버전이다.

## 구성

### 한컴오피스 한/글
한글은 한글과컴퓨터에서 개발된 워드 프로세서이다. 한글 카드나 PC 기종에 구애받던 한글 워드프로세서의 불편을 해소한 제품이다. 본디 이름은 현대 국어에서 쓰지 않는 아래아를 쓴 ᄒᆞᆫ글로 표기하고, ‘HWP(Hangul Word Processor의 준말)’ · ‘아래아 한글’ · ‘하안글’ · ‘한/글’ 등으로 대체하여 표기했으나, 국가 표준인 완성형 한글 코드와 유니코드에서 이 이름을 표현하지 못하므로 2003년부터 한/글로도 표기하기로 결정했다. (아래아를 모르는 사람은 ‘혼글’이나 ‘훈글’로 읽기도 한다.)
한글은 마이크로소프트 워드와 함께 현재 대한민국에서 가장 많이 쓰는 워드 프로세서이다. 초기에는 도스용으로 제작했고, 현재는 주로 마이크로소프트 윈도우용으로 유닉스, [[리눅스], 매킨토시용으로 옮겨서 제작했다. 한글로 작성한 문서 파일은 파일 확장자로 .hwp를 표기하며, .hwt로 저장하여 양식 문서로 저장한다.

### 한컴오피스 한셀
한글과컴퓨터의 스프레드시트 프로그램으로 초기 삼성전자에서 분사한 넥스소프트 사가 개발한 프로그램이다. 엑셀과 비슷한 인터페이스와 사용법을 지녔으며, 엑셀의 일부 고급 기능이 없는 대신 저가로 공급한다. 엑셀 기능의 전부를 필요하지 않은 중소기업 등을 대상으로 한 제품이다. 넥스소프트가 한글과컴퓨터에 넥셀 부분을 매각하면서 현재 한컴오피스에 포함해 판매한다. 한컴오피스 2007 버전까지는 넥셀이라는 명칭을 사용하였으나, 한컴오피스 2010 버전부터 한/셀이라는 이름으로 변경하였다.

### 한컴오피스 한쇼
한글과컴퓨터의 프레젠테이션 제품으로 '한컴오피스 2022 버전'에서 사용자를 고려한 개선된 UX 및 강화된 스마트 애니메이션 기능 등을 보강하였다.

### 한컴오피스 한워드
한컴 오피스 네오로 업그레이드 하면서 새로 생긴 제품이다. 편지, 용지 보고서 및 소책자와 같은 전문적인 문서를 만들고 편집할 수 있다. 워드와 한글의 장점을 모두 가진 워드프로세서이며, 복잡한 수식도 즉시 작성하여 추가하도록 업그레이드 하였다.

### 한컴오피스 2022
한컴 구름에서 한컴오피스 2022 베타를 무료로 쓸 수 있다고 한컴에서 2021년 4월 19일 발표하였다.
https://zdnet.co.kr/view/?no=20210419092349

## 한글오피스 뷰어
한글과컴퓨터(한컴)에서는 2010년도를 전후해 이후 지속적으로 꾸준히 윈도우, 맥, 리눅스(페도라, 우분투), 안드로이드, 아이폰등 다양한 컴퓨터및 스마트폰등의 운영체제에서 한글오피스군을 열어보는 한글오피스 뷰어를 무료로 제공한다. 한편 한글과컴퓨터는 한/글 뷰어에서 전자문서인 PDF파일이나 SVG형식 포스트스크립트 등의 파일 형식으로 인쇄출력을 지원한다.

## 같이 보기
- 한컴 타자연습